# Moro Rock Stairway
Le Moro Rock Stairway est un escalier permettant d'atteindre le sommet de Moro Rock, un sommet de la Sierra Nevada, aux États-Unis. Construit en 1931, il est inscrit au Registre national des lieux historiques depuis le 29 décembre 1978.